# Kim Seelbrede

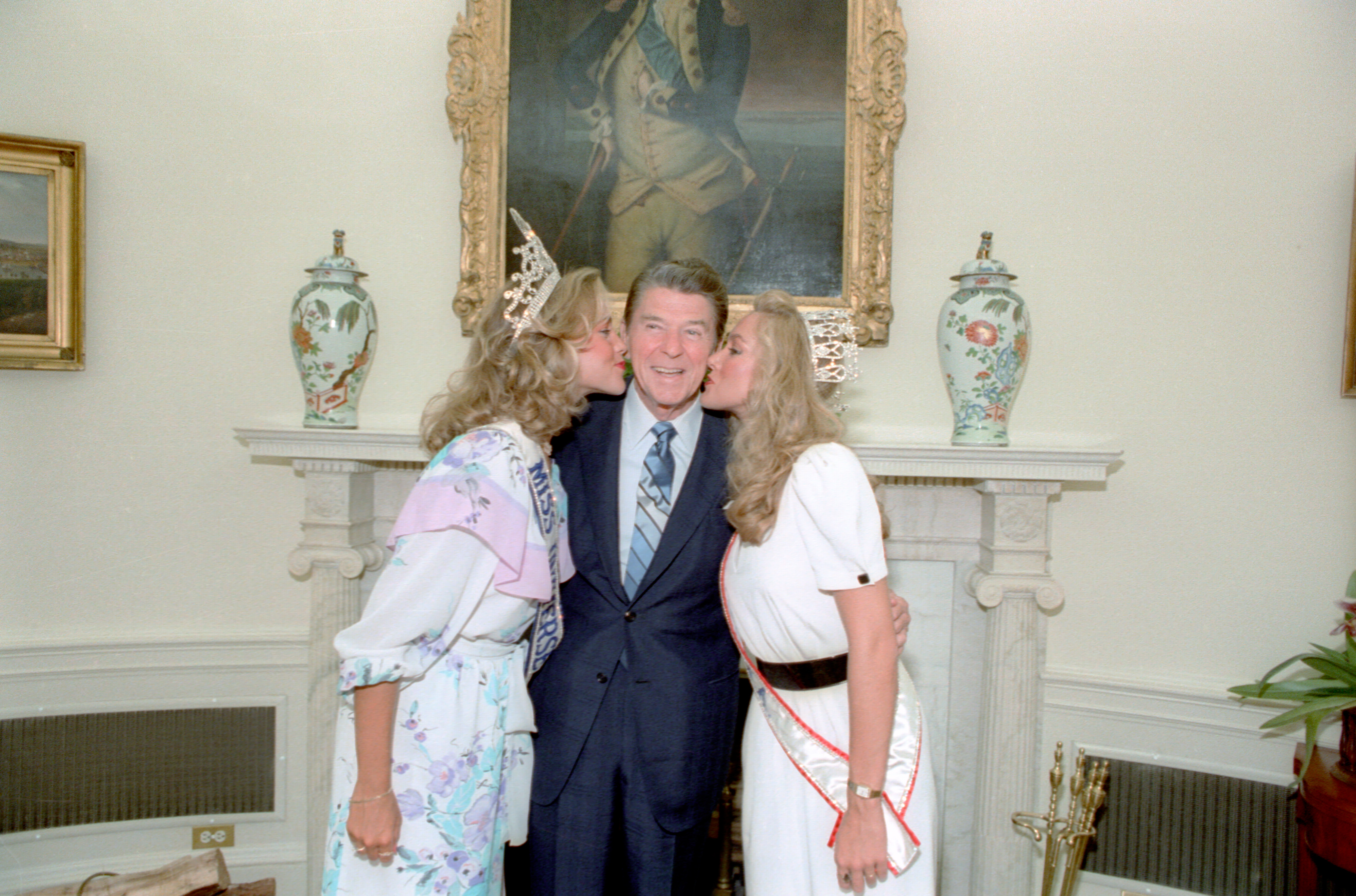
Kimberly Seelbrede (a destra) con Ronald Reagan e Shawn Weatherly

Kimberly Seelbrede, detta Kim (Germantown, 1961), è una modella statunitense, eletta nel 1981 Miss USA.

## Biografia
Nel 1980 Kim Seelbrede vince il titolo di Miss Ohio ottenendo quindi la possibilità di rappresentare il proprio stato al concorso nazionale Miss USA che si tiene a Biloxi nel Mississippi nel maggio 1981, dove diventa la seconda rappresentate dell'Ohio ad essere incoronata Miss USA, all'età di venti anni. In seguito la Seelbrede ha partecipato a Miss Universo 1981 nel corso dello stesso anno, dove arriva sino alle semifinali, mentre la vittoria finale va alla venezuelana Irene Sáez.
Il suo relativamente basso piazzamento a Miss Universo fu un fatto abbastanza inaspettato, sia perché la nazione ospite del concorso erano proprio gli Stati Uniti, sia perché la Seelbrede si era classificata nelle primissime posizioni (prima al primo posto, ed in seguito al secondo) durante le fasi preliminari del concorso. Molti specularono sul fatto di come la modella potesse essere stata penalizzata dalla sarcastica intervista del conduttore di Miss Universo di quell'anno, Bob Barker. Era sposata con Neil Cole e i suoi due figli.